# كيف تتخلص من زوجتك (فلم)
كيف تتخلص من زوجتك هو فيلم سينمائي درامي رومانسي مصرى، إنتاج 1969 إخراج: عبد المنعم شكري، تأليف: بهجت قمر تمثيَل : حسن يوسف، زبيدة ثروت، حسن مصطفى، ميمي جمال، فتحية شاهين، نوال هاشم.
قصة الفيلم مأخوذة عن الفيلم الأمريكي كيف تقتل زوجتك.

## القصة الكاملة
مجدى فؤاد (حسن يوسف) نجم سينمائي شهير تتهافت عليه المعجبات بينما هو زير نساء يتعرف عليهن ويقضي معهن بعض الوقت ثم يساعده صديقه فكرى خفاجى المؤلف المعروف (حسن مصطفى) على التخلص منهن بتأليف فكره مناسبه للموقف فعلها مع المحامية سهير (ميمي جمال) ومع طبيبة الأسنان ناديه (شاهيناز طه) وكان مجدى يتهرب من الزواج خوفاً من انحسار المعجبات عنه بسبب زواجه. وفي إحدى الحفلات التي أقامها منتج فلمه الأخير بمناسبة انتهاء التصوير والمقامة في ملهى ليلى تعرف مجدى على فتاه ساميه (زبيدة ثروت) رقص معها كثيراً وشرب خمراً كثيراً وغاب عن الوعي تماماً واستيقظ في الصباح فاكتشف أن ساميه نائمه بجواره على السرير وطلب منها المغادرة فأخبرته أنها زوجته وأظهرت له وثيقه الزواج فاسقط في يده. واجتمع بفكرى شريكه في المؤامرات النسائية كي يبحثوا عن طريقه للتخلص من هذا الزواج وفكروا في ابتكار طرق حديثه ومنها إخبارها بمرض مجدى مرضاً خطيراً معدياً اسمه لبلاب ولعدم وجود مرض بهذا الاسم أقامت له ساميه بالمنزل زاراً وفشلت الخطة فأخذها إلى منزل مهجور منعزل بحجة قضاء شهر العسل ويتولى هو و فكرى إرهابها وتصادف ان كانت هناك عصابه تسكن هذا القصر مكونه من دبوس (حمدي سالم) و حله (حللى محمد) و دبل (حسن توتاله) و دار صراع بين الجميع وهم يرتدون أقنعه مخيفه على وجوههم واكتشفوا إن ساميه قوية الشكيمة إستطاعت القضاء على العصابة وإبلاغ البوليس الذي حضر وقبض على العصابة وقام الضابط (مختار السيد) بشكر مجدى على مجهوده في القبض على العصابة. وكانت المحاولة الثالثه هي وضع هرمونات ذكريه في شراب ساميه للقضاء على انوثتها ويتم الطلاق للضرر حيث إن مجدى لا يستطيع تطليقها بمفرده لوجود العصمة معها وبالفعل أثرت الهرمونات على ساميه و بدأ صوتها يخشوشن وتميل إلى الجنس الآخر ولكن عادت لطبيعتها بعد انتهاء مفعول الهرمون. اتصلت سهير المحامية بساميه وحذرتها من مجدى و أفعاله السابقة واتفقت معها على خطه لتقويمه بالإدعاء برفع دعوى طاعه وإن كانت سترفض من المحكمة لكن الصحف ستكتب عن مجدى فؤاد وزوجته صاحبة العصمة وما سيتبع ذلك من فضيحه خاف منها مجدى ورضخ لطلبات ساميه وتولى عنها كل أعمال المنزل من كنس ومسح و غسيل وطبيخ. وفي محاوله أخيره للتخلص من الزواج اتفق مجدى مع فكرى على ان يطلق عليه الرصاص ويدعى الموت ويبدوا أمام ساميه كقاتل ويهرب بها من البوليس إلى أبو قير. تكتشف سهير اللعبة وتخبر ساميه التي تكتشف أن مجدى لا يريدها فترحل عنه وترسل له ورقة الطلاق. ولكن بعد الطلاق يفتقدها مجدى ويكتشف حبه لها ويبحث عنها حتى وجدها عند أمها (فتحية شاهين) و ترفض ساميه العودة إليه وتخبره انها خُطبت لإبن خالتها حنفى (احمد ماهر). ولكن سهير اتصلت بها لتخبرها بتناول مجدى الحبوب وانتحاره وحضور بوليس النجدة، فهرعت إليه ساميه وتم الصلح وردها لعصمته.

## طاقم العمل
- إخراج: عبد المنعم شكري
- تأليف: بهجت قمر
- تمثيل:

| - حسن يوسف: مجدي - زبيدة ثروت: ساميه - حسن مصطفى: فكري - ميمي جمال: سهير - فتحية شاهين | - شاهيناز: ناديه - سهير زكي - حسن توتاله - حللي محمد - فاروق الططاوى | - مختار السيد - نوال هاشم - أحمد أبو عبية - أحمد ماهر تيخة: حنفي - حمدي سالم |

## روابط خارجية
- صفحة الفيلم على موقع السينما